# 四畳半スタジオ
『四畳半スタジオ』（よじょうはんスタジオ）は、2020年8月3日から新潟放送（BSNラジオ）で放送されているラジオ番組。

## 概要
2020年6月30日を以って閉局した新潟県域の民放FMラジオ局FM PORTで放送されていた『MORNING GATE』のナビゲーターだった遠藤麻理がBSNラジオに移ってパーソナリティを務めるワイド番組である。放送時間帯が午後に変わったものの、『MORNING GATE』の構成を一部踏襲しており、コーナーの一部も引き継がれている。
2020年8月に行われた特別改編で放送開始された。同時期スタートの『立石勇生 SUNNY SIDE』『A Laid-back Life-旅するテント-』とともに、2020年7月19日に放送された「BSN夏ラジオ 2020」内で発表され、発表後には遠藤がシークレットゲストとして出演した。
遠藤にとってFM PORT以外でレギュラー番組を持つのは、FM PORTの開局前に局員として勤めていた新潟県同内の燕三条エフエム放送での出演以来、約20年ぶりのことである。
当番組の放送開始に伴って、同時間に放送していた『近藤丈靖の独占!ごきげんアワー』は放送時間が縮小される事となり、2017年3月以前の11:50終了へ戻る形となった。また、木曜14:30 - 14:40に放送されていた『パックンマックンの笑って覚える英会話』は土曜12:30 - 12:40に移動され、空いた枠は当番組に振り分けられたため、木曜のみ10分拡大の14:40終了となっていた。
2021年4月の番組改編で月曜から金曜までの放送になり、放送時間は14:54まで拡大された。それに伴い、一部コーナーの放送曜日が変更になった。
2023年4月3日より、シバラジでのネット開始。
2023年度末、2024年3月29日をもって金曜日の放送が終了。2024年度初回の4月1日から月-木曜日14:00-18:00の4時間放送となった。
2024年4月2日～2025年3月27日、火曜から木曜、エフエムながおかでネット。
2024年7月2日より、燕三条エフエム ラヂオは～とでネット開始。

## 出演者
パーソナリティ
- 遠藤麻理

コーナー出演
- 越智敏夫（新潟国際情報大学学長、月曜）
- 週替りの新潟日報社論説編集委員1名（木曜）
- 高橋なんぐ（金曜、不定期） - 『高橋なんぐの金曜天国』に続いて出演
- トールK（金曜、事前収録ボイスのみ）

代打
- スーパー・ササダンゴ・マシン（2020年10月29日）
- 石塚かおり（BSNアナウンサー、2021年3月22日、2023年7月31日）
- 高橋なんぐ（2021年3月23日 - 24日、2023年8月1日）
- 近藤丈靖（BSNアナウンサー、2023年8月2日）
- 松本愛（2023年8月3日）
- 行貝寧々（BSNアナウンサー、2023年8月4日）

## 放送時間

### 現在
2024年4月1日 -
- 毎週月曜 - 木曜 14:00 - 18:00

途中、16:50-17:00「あなたにハッピー・メロディ」、17:00-17:15「ニュース・パレード」（文化放送発）、17:30-17:45「ネットワークトゥデイ」（TBSラジオ発）をネット。

### 過去
2020年8月3日 - 9月24日
- 毎週月曜 - 水曜 13:00 - 14:30[2]
- 毎週木曜 13:00 - 14:40（当時の番組サイトには14:30までと記載されていたが、実際には誤りである）

2020年9月28日 - 2021年3月26日
- 毎週月曜 - 木曜 13:00 - 14:40

2021年3月29日 - 2024年3月29日
- 毎週月曜 - 金曜 13:00 - 14:54[2]

## 放送局
| 放送対象地域       | 放送局名                           | 放送時間                      | 中断 | ネット期間                 | 備考 |
| ------------------ | ---------------------------------- | ----------------------------- | ---- | -------------------------- | ---- |
| 新潟県全域         | 新潟放送（BSNラジオ）              | 毎週月曜 - 木曜 14:00 - 17:55 |      | 2020年8月3日 -             |      |
| 新潟県新発田市     | エフエムしばた（シバラジ）         | 毎週月曜 - 木曜 14:00 - 16:50 |      | 2023年4月3日 -             |      |
| 新潟県長岡市       | 長岡移動電話システム（FMながおか） | 毎週火曜 - 木曜 14:00 - 15:55 |      | 2024年4月2日 - 2025年3月27 |      |
| 新潟県燕市、三条市 | 燕三条エフエム放送（ラヂオは～と） | 毎週火曜 - 木曜 14:00 - 15:55 |      | 2024年7月2日 -             |      |

## タイムテーブル
2020年8月現在のタイムテーブルであり、時間に関しては日によって変動する場合がある。
月曜 - 水曜
- 13:00 オープニング
- 13:10 今日も誰かの座右の銘
- 13:17 今日のぼやき（1回目）、メッセージ紹介
- 13:33 交通速報
- 13:35 今日のぼやき（2回目）、メッセージ紹介
- 13:55 新潟日報ニュース
- 14:00 四畳半の実験室
- 14:15 オチ付け！ニッポン リターンズ（月曜）
- 14:24 エンディング

木曜
- 13:00 オープニング
- 13:10 今日も誰かの座右の銘
- 13:17 今日のぼやき、メッセージ紹介
- 13:33 交通速報
- 13:55 新潟日報ニュース
- 14:00 四畳半の実験室（川柳コンテスト）
- 14:15 暮らしの小部屋（第1・3）
- 14:27 遠藤コラム
- 14:34 エンディング

## コーナー
☆が末尾に付いているコーナーは『MORNING GATE』から引き継がれたコーナー。

### 現在
今日も誰かの座右の銘
一般人に座右の銘を語ってもらい、それに遠藤がコメントをする。座右の銘はメールやスマートフォン用アプリ「BSNアプリ」でも募っている。
今日のぼやき
聞いて欲しい不平不満をリスナーから募る。
新潟日報深掘りコラム(木曜)
週替りの新潟日報社論説編集委員1名とともに、放送当日の新潟日報紙面から記事を1つ取り上げて詳しく解説する。
四畳半の実験室
- ご本人さんいらっしゃい（月曜、2022年4月4日 - ）

特別な肩書を持つなどした人物に登場してもらい、その肩書などにまつわる話を披露してもらう。
- 赤チン百景列伝（火曜、2023年1月17日 - ）

不思議に思っていることを番組が調べてくれるコーナー。
- 持論極論チーポンロン（水曜）

週ごとのテーマについて、リスナーの持論極論を聞く投稿コーナー。最後に遠藤の「論」が発表される。
- 四畳半の相談室（木曜）

リスナーの悩みにマリモッコリマリ先生がやさしく、時に厳しく相談に乗ってくれる。2021年3月までは水曜日に放送していた。
- 川柳倶楽部（金曜）

リスナーから川柳を募り、エンディングでチャンピオンを発表する。3週勝ち抜くと殿堂入りとして表彰される。コーナー内ではダジャレや下ネタを中心としたボツ川柳も読まれる。番組開始当時は「川柳コンテスト」というコーナー名だった。
オチ付け!ニッポン! Returns☆(月曜)
『MORNING GATE』内で放送されていたコーナー「オチ付け!ニッポン!」を引き継いだもの。新潟国際情報大学学長（2022年3月までは同大学国際学部教授）の越智敏夫が出演し、遠藤とフリートークを展開する。
四畳半の教室（水曜）
ゲストを先生として招き、番組の聞きたいことに答えてもらう。
遠藤麻理は競馬を少したしなみたい（金曜、不定期放送）
高橋なんぐ(コーナー内での呼称はなんぐティーチャー)に教えを乞いつつ、新潟競馬場開催を中心に競馬を予想する。
ベストヒット四畳半(金曜)
放送週の名場面を遠藤の喋りにトールKの事前収録ボイスを被せながら振り返る。事前収録ボイスはトークの流れと無関係なものが流れることも多い。なお、トールKは鍵冨徹と声が似ているとよく言われるが、鍵冨はトールKであることは否定している。
遠藤コラム☆(金曜)
遠藤が日々の生活の中で気付いたことやその気付きからの考察を率直に語るコーナー。2021年3月までは木曜日に放送していた。
2023年6月30日放送分からはポッドキャストでも当コーナーの配信が行われており、Apple PodcastsやSpotify、Amazon Musicなどで聴取できる。

### 過去
四畳半の実験室
- ラジお見合い(月曜)
- マリリンインポッシブル（月曜）
- 四分半のフォルテッシモ（月曜、2020年10月5日 - 2022年3月28日）

番組スタッフ「ニセワリC」が簡単な料理を紹介し、スタジオで作って遠藤が実食する。
- 赤ペン番長列伝（火曜、2020年8月4日 - 2022年12月27日）

週ごとに設定されたテーマに沿った投稿をリスナーから募り、遠藤が番組スタッフ吉田HDとともに論評する。ネタ投稿コーナー。

## エピソード
番組開始当初は、番組内の英語のジングルで、FMの周波数を間違って、82.7MHzと言っていた。
また遠藤もFAX番号を旧局と間違えることが多かった。

## 関連番組

### SUNNY SIDE SUNDAY 4.5
「四畳半スタジオ」「立石勇生 SUNNY SIDE」がコラボした特別番組。遠藤麻理と立石勇生のツーマン体制で放送するリクエスト特番。番組公式ハッシュタグは「#sssd45」。

#### 放送時間
- 2020年10月25日　11:00 - 12:30、13:00 - 15:00、16:00 - 17:00
- 2021年5月2日　11:00 - 15:00
- 2021年10月10日　11:00 - 15:00
- 2022年5月1日　11:00 - 15:00
- 2022年10月16日　11:00 - 15:00
- 2023年6月4日　11:00 - 15:00
- 2023年10月15日　11:00 - 15:00
- 2024年6月16日　11:00 - 15:00